# Bohuslen
Bohuslen eller Bohuslän (svensk: Bohuslän; norsk: Båhuslen) er et svensk landskap nord for Göteborg.
Bohuslen har siden 1998 været en del af Västra Götalands län; i perioden 1700–1998 indgik Bohuslän i Göteborgs och Bohus län. Bohuslen ligger i landsdelen Götaland.

## Historie

### Forhistorisk tid
Bohuslen har været beboet i meget lang tid. Arkæologer har fundet spor fra Hensbackakulturen (ca. 8000-7000 f.Kr.), Sandarnakulturen (ca. 8000-6000 f.Kr.) og Lihultskulturen (ca. 6000-4200 f.Kr.).
Fra bondestenalderen (ca. 4000-1800 f.Kr.) findes rige spor efter alle de tre kulturer tragtbægerkultur, stridsøksekultur og senneolitikum. Under den første periode opførtes mindst 44 dysser og 30 ganggrifter, hvoraf mange på Orust. Desuden findes ca. 120 hellekister fra periodens senere del registrerede.
Fra bronzealderen (1700 f.Kr. - 500 f.Kr.) er et stort antal helleristninger kendte, frem for alt fra den nordlige del af landskabet. Fra især ældre bronzealder stammer 2.200 røser.

### Vikingetiden
Bohuslen omtales indirekte som dansk landskab, da Ottar fra Hålogaland i 880'erne sejlede fra Skiringssal i Vestfold til Hedeby. I tre dage havde Ottar og hans mænd Danmark til venstre for sig, hvilket kan tyde på, at store dele af Østfold og Bohuslen var dansk. Ifølge Snorre hed landskabet Alvheim.
I 1000-tallet, under kongerne Magnus Olavsson og Harald Sigurdsson Hardråde, udvidede Norge sit territorium gennem Bohuslen til Göta älv. Landskabet blev en del af Viken, som indbefattade kystområderne omkring Oslofjorden og øst for Skagerrak. Området omtales blandt andet i de islandske sagaer sammen med Østfold under navnet Alvhemmen.
Ifølge en teori fremsat af blandt andre Dag Stålsjö i bogen Svearikets Vagga er begrebet "vikinger" afledt af betydningen "en mand fra Vikens rige", men det er en omtvistet teori.

### Tidlig middelalder
I middelalderen var Bohuslen en vigtig del af Norge. Her lå hele tre av Norges otte byer: Kongungahella (nu Konghelle), Malstrand (nu Marstrand) og Oddevald (nu Uddevalla), og i lenet boede omkring 10 % av Norges samlede befolkning. Omkring år 1200 dannedes det, som senere blev Bohuslen lagmandsdømmet Viken. Ved kong Sverres (ca. 1150-1202) inddeling af Norge i sysler i slutningen af 1100-tallet, deltes det nuværende Bohuslen i Ranrikesyssel og Älvsyssel. Ved kong Håkon Magnussons (1270-1319) inddeling i fehirdsler (dvs. fogderier) i begyndelsen af 1300-tallet blev de to sysler i Båhus fehirdsel lagt sammen. Fra denne tid begyndte Viken mere nøjagtigt at betegne det nordlige Bohuslen.
Frem til midten af 1200-tallet grænsede de norske og danske kongeriger op til hinanden gennem Bohuslen og Halland. Grænsen gik ved Göta älv. I midten af 1200-tallet tog Birger Jarl kontrol over et lille landområde mellem de to landskaber, Askims herred, Vättle herred og Sävedals herred, de såkaldte Utlanden, der gav Sverige adgang til Kattegat. Byen Lödöse (senere Gamla Lödöse), 40 km nordøst for Göteborg, havde været den svenske by, der lå nærmest ved Götaälvens munding.
I 1304 blev Älvsyssel forlenet til hertug Erik Magnusson af Södermanland (ca. 1282-1318) af Håkon Magnusson, efter at den 20-årige svenske hertug var blevet trolovet med den norske konges datter, spædbarnet Ingebjørg Håkonsdatter (1301-61). Efter at Håkon skiftede side i "brødrestriden" mellem hertugerne Erik og Valdemar Magnusson (1280'erne - 1318) på den ene side og deres ældre bror kong Birger Magnusson (ca. 1280-1321) på den anden, belejrede han Eriks opholdssted Konghelle og Ragnhildsholmen. Ved freden i Helsingborg i 1310 måtte hertug Erik afstå Älvsyssel. Det er dog ikke kendt, om området blev tilbagegivet til Norge.
Fra 1319 forlenedes Älvsyssel til Eriks enke, hertuginde Ingebjørg, som en del af hendes livgeding i forbindelse med, at sønnen Magnus Eriksson (1316-1374) som treårig var blevet konge i både Norge og Sverige. I 1327 måtte Ingebjørg forlade sine norske len.
Bohuslens første og vigtigste købstad i middelalderen var Konghelle ved borgen ved Ragnhildsholmen. Borgen ødelagdes af en brand og erstattedes i begyndelsen af 1300-tallet med Bohus fæstning. Foruden Konghelle fandtes Marstrand fra 1200-tallet.
Den Sorte Død omkring 1349 hærgede Bohuslen alvorligt. Næsten halvdelen af befolkningen døde, og 50 % af gårdene blev lagt øde. Desuden var 1300- og 1400-tallet periodevis meget kolde, og befolkningsvæksten gik i stå. Jordbruget kom sig først igen i 1600-tallet.

### Unionstiden
Da Karl Knutsson Bondes (1408 eller 1409 - 1470) lod Sverige bryde ud af Kalmarunionen 1448-1457, besatte han fra 1455 Bohuslen bortset fra Bohus fæstning. I forbindelse hermed opførtes Karlsborg ved Ranrikes traditionelle tingsted lige syd for det senere Hamburgsund under marsken Tord Karlsson Bondes ledelse. Allerede i 1456 blev Tord Bonde myrdet af sin slotsfoged, og Bohuslen vendte tilbage til unionen.
Ved rigsforstanderen Sten Sture den ældres (ca. 1440-1503) og Svante Nilsson Stures (1460-1512) oprør 1501 mod unionskongen Hans (1455-1513) blev Bohuslen på ny krigsskueplads. Den svensksindede frälsemand Nils Ragvaldsson (død 1505) kontrollerede størstedelen af landskabet og besad blandt andet Åby säteri og Kastelle kloster. I 1503 fik han Dalsland i forlening af Svante Nilsson. Hovedsæde blev det nyopførte Olsborg ved Södra Bullaresjön. Året efter blev Olsborg dog indtaget under ledelse af Otte Rud (død 1510), høvedsmand på Bohus.
Bohuslens tredje købstad, Uddevalla, fik sine købstadsrettigheder i 1498.

### 1500-tallet
I forbindelse med tronskiftet mellem Christian 2. (1481-1559) og Frederik 1. (1471-1533) besattes Viken 1523 af en svensk styrke under ledelse af Ture Jönsson Tre Roser (død 1532) og Nils Olofsson Vinge (1486-1529). Ved Malmö recess 1524 anerkendtes Viken som svensk. Frem til 1526 styredes lenet fra Olsborg, derefter fra Karlsborg, begge i det nordlige Bohuslän. Da Christian 2. i 1531 forsøgte at genvinde den danske trone, faldt Karlsborg for hans angreb, men da han året efter blev besejret og fængslet, gik Viken tilbage til Danmark-Norge.
Under Den Nordiske Syvårskrig angreb Sverige flere gange især den sydlige del af landskabet; Konghelle blev afbrændt i 1563 og Uddevalla året efter. Båhus fæstning belejredes flere gange mellem 1564 og 1567, men stod imod alle angreb.
En sildeperiode indtraf fra ca. 1556 til ca. 1589, hvilket befolkningen nød godt af.

### 1600-tallet
1600-tallet var en urolig tid i Bohuslen. Provinsen hærgedes og afbrændtes under de talrige krige. Under Kalmarkrigen 1612 (i Bohuslen kaldt Brännefejden) nedbrændte Uddevalla og Kungahälla. Nu flyttedes Konghelle til selve fæstningsholmen for at få beskyttelse af Bohus fästning, og byen skiftede navn til Kungälv. Under Hannibalsfejden 1643-1645 afbrændtes Uddevalla og Konghelle igen til grunden.
Krabbefejden 1657-1658 medførte flere hærgninger i Bohuslen. Konflikten afsluttedes med freden i Roskilde 1658, hvor hele provinsen med undtagelse af Enningdalen blev afstået til Sverige.
Overgangen til Sverige medførte en stærk regulering af handelen. Den skulle koncentreres til Göteborg. Blandt andet forbød svenskerne den gamle bondesejlads, og Uddevalla og Kungälv mistede deres stapelrettigheder. Reguleringen lindredes noget i 1680- og -90-erne. Som modvægt til Fredrikshald anlagdes köpingen Strömstad i 1667. Nogle år senere fik den købstadsrettigheder.
Under Gyldenløvefejden 1675-1679 hærgedes landskabet på ny. I 1679 afbrændtes Uddevalla til grunden. Skønt Bohuslen kun havde været svensk i 20 år, var det få bohuslændinge, som sluttede sig til den dansk-norske hær.
Administrativt blev Bohuslen snart domineret af Göteborg. Sammen med Göteborg og herrederne Sävedal, Askim og Östra Hising dannede det Göteborgs och Bohus län 1680.

### 1700-tallet
1700-tallet var relativt fredeligt for Bohuslens befolkning. Under den Store nordiske krigs sidste del 1716-1720 var Bohuslen indblandet i Karl 12.s angreb på Norge. Den 8. juli 1716 stod slaget i Dynekilen uden for Strömstad, hvor en dansk-norsk flåde under Peder Tordenskjolds ledelse erobrede en svensk provianteringsflåde. Nogle år senere i 1719 efter den svenske konges død indtog Tordenskjold Marstrand. Samtidig tog en norsk styrke Strömstad. Begge byer blev dog givet tilbage til Sverige.
Anden gang i århundredet, hvor Bohuslän var inddraget i kamphandlinger, var i 1788. En norsk styrke trængte ind i landskabet fra nord og indtog blandt andet Uddevalla, Åmål og Vänersborg og truede med at angribe Göteborg. Angrebet var et svar på det svenske angreb på Rusland samme år, eftersom Danmark-Norge havde indgået en traktat med Rusland. Efter trusler fra både England og Preussen om at gribe ind, vendte hæren tilbage til Norge. Den korte krig kaldtes Teaterkrigen.
I 1700-tallets seneste del oplevede landskabet en blomstringsperiode takket være den store sildeperiode (ca. 1747–1808). Befolkningen voksede kraftigt, og mange små fiskelejer voksede frem. Samtidig forandredes naturen, idet en stor del af skovene blev fældet til huse, både og i fiskeindustrien, men tillige til nyopdyrkning. Tilbage blev klipper, som fortsat giver landskabet dets karakter. Store dele af skoven i indlandet blev først beplantet igen i begyndelsen af 1900-tallet.

## Landskabssymboler[9]
Bohusläns våben viser en fæstning mellem et sværd og en løve, landskabsdyr er den spættede sæl, Phoca vitulina, og landskabsblomst er ægte kaprifolie, Lonicera caprifolium.
Andre symboler er:
- Landskabsfugl: Strandskade, Haematopus ostralegus
- Landskabssvamp: Eng-vokshat, Hygrocybe pratensis
- Landskabssten: Bohusgranit
- Landskabsfisk: Makrel, Scomber scombrus
- Landskabsmos: Voksmos, Douinia ovata
- Landskabsinsekt: Moskusbuk, Aromia moschata
- Landskabsæblesort: Vese-æble
- Landskabsgrundstof: Klor (Cl)

## Galleri
- Båhus fæstning
- Marstrandsholmarna i Bohuslen
- Bohus klippekyst
- Nedlagt granitbrud i Ed, Lysekil kommune